# Donji Šepak
Donji Šepak (en serbe cyrillique : Доњи Шепак) est un village de Bosnie-Herzégovine. Il est situé dans la municipalité de Zvornik et dans la république serbe de Bosnie. Selon les premiers résultats du recensement bosnien de 2013, il compte 422 habitants.
Le village est également connu sous le nom de Šepak Donji.

## Géographie
Donji Šepak est situé sur la rive gauche de la Drina.

## Démographie

### Évolution historique de la population dans la localité
| 1948 | 1953 | 1961 | 1971 | 1981 | 1991 | 2013 |
| ---- | ---- | ---- | ---- | ---- | ---- | ---- |
| 354  | 396  | 441  | 391  | 466  | 449, | 422  |

|  |